# Puntate di Ieri e oggi

Logo della prima edizione del programma.

Vengono di seguito riportate le informazioni in merito alle undici edizioni del programma televisivo Ieri e oggi, in onda sul Secondo Programma tra il 1967 ed il 1972 e dal 1973 al 1980, sul Programma Nazionale per alcune puntate dell'edizione del 1972, e su Rai 3 tra il 2018 e il 2019.

## Prima edizione (1967-1968)
- Conduttore: Lelio Luttazzi
- Rete Tv: Secondo Programma
- Periodo: 21 novembre 1967 - 9 aprile 1968
- Numero di puntate: 21

| N° | Data       | Ospiti                                                                                 |
| -- | ---------- | -------------------------------------------------------------------------------------- |
| 1  | 21/11/1967 | Miranda Martino, Giorgio Albertazzi, Adriano Celentano, Sandra Mondaini                |
| 2  | 28/11/1967 | Little Tony, Fred Bongusto, Raffaele Pisu, Livio Berruti, Raffaella Carrà, Pippo Baudo |
| 3  | 05/12/1967 | Giorgio Gaber, Gloria Christian, Franca Valeri                                         |
| 4  | 12/12/1967 | Claudio Villa, Evi Maltagliati, Carlo Dapporto                                         |
| 5  | 19/12/1967 | Renato Rascel, Jula De Palma                                                           |
| 6  | 26/12/1967 | Liana Orfei, Johnny Dorelli, Alberto Lionello                                          |
| 7  | 02/01/1968 | Gigliola Cinquetti, Nini Rosso, Mascia Cantoni                                         |
| 8  | 09/01/1968 |                                                                                        |
| 9  | 16/01/1968 |                                                                                        |
| 10 | 23/01/1968 | Corrado, Ubaldo Lay                                                                    |
| 11 | 30/01/1968 | Corrado, Iva Zanicchi, Nando Martellini                                                |
| 12 | 06/02/1968 |                                                                                        |
| 13 | 13/02/1968 | Bice Valori, Tony Dallara, Topo Gigio, Ercole Maldini                                  |
| 14 | 20/02/1968 |                                                                                        |
| 15 | 27/02/1969 | Domenico Modugno, Mike Bongiorno                                                       |
| 16 | 05/03/1968 | Aldo Fabrizi, Alberto Lupo                                                             |
| 17 | 12/03/1968 |                                                                                        |
| 18 | 19/03/1968 |                                                                                        |
| 19 | 26/03/1968 | Caterina Caselli, Ugo Gregoretti, Lauretta Masiero                                     |
| 20 | 02/04/1968 | Gemelle Kessler, Enrico Maria Salerno                                                  |
| 21 | 09/04/1968 | Rita Pavone Peppino De Filippo Luigi De Filippo                                        |

## Seconda edizione (1969-1970)
- Conduttore: Lelio Luttazzi
- Rete Tv: Secondo Programma
- Periodo: 5 ottobre 1969 - 4 gennaio 1970
- Numero di puntate: 14

| N° | Data       | Ospiti                                                                |
| -- | ---------- | --------------------------------------------------------------------- |
| 1  | 05/10/1969 | Mina, Delia Scala, Edy Ottoz                                          |
| 2  | 12/10/1969 | Gianni Agus, Giuseppe Di Stefano, Valeria Moriconi                    |
| 3  | 19/10/1969 | Carmen Villani, Walter Chiari, Sandro Mazzinghi, Alida Chelli,        |
| 4  | 26/10/1969 | Franco Franchi, Ciccio Ingrassia, Franco Cerri, Lydia Alfonsi         |
| 5  | 02/11/1969 | Lilla Brignone, Rosanna Carteri, Edy Ottoz                            |
| 6  | 09/11/1969 | Dalida, Enrico Simonetti, Sergio Fantoni                              |
| 7  | 16/11/1969 | Renato Rascel, Andreina Pagnani, Angelo Sormani                       |
| 8  | 23/11/1969 | Quartetto Cetra, Arnoldo Foà, Carla Fracci                            |
| 9  | 30/11/1969 | Erminio Macario, Tino Buazzelli, Tina De Mola                         |
| 10 | 07/12/1969 | Mario Castellani, Marina Berti, Claudio Gora, Jenny Luna, Pippo Baudo |
| 11 | 14/12/1969 | Mariano Marini, Renato Carosone                                       |
| 12 | 21/12/1969 | Chelo Alonso, Francesca Bertini                                       |
| 13 | 28/12/1969 | Nino Manfredi, Gloria Paul                                            |
| 14 | 04/01/1970 | Paolo Panelli, Marino Barreto jr, Nino Benvenuti                      |

## Terza edizione (1972)
- Conduttore: Arnoldo Foà
- Rete Tv: Programma Nazionale
- Periodo: 12 marzo 1972 - 25 giugno 1972
- Numero di puntate: 15
- Note: Questa edizione va in onda sul Secondo Programma fino alla ottava puntata, dalla nona puntata è in onda sulla prima rete Rai.

| N° | Data       | Messa in onda                           | Ospiti                                                            |
| -- | ---------- | --------------------------------------- | ----------------------------------------------------------------- |
| 1  | 12/03/1972 | Domenica alle 21:10 Secondo Programma   | Paolo Villaggio, Lea Massari, Orietta Berti                       |
| 2  | 19/03/1972 | Domenica alle 21:10 Secondo Programma   | Ombretta Colli, Vittorio Caprioli, Corrado                        |
| 3  | 26/03/1972 | Domenica alle 21:10 Secondo Programma   | Ave Ninchi, Ugo Pagliai, Lara Saint Paul, Mario Soldati           |
| 4  | 08/04/1972 | Sabato alle 21:10 Secondo Programma     | Bice Valori, Paolo Panelli, Ottavia Piccolo                       |
| 5  | 15/04/1972 | Sabato alle 21:10 Secondo Programma     | Anna Maestri, Ric e Gian, Nino Ferrer                             |
| 6  | 22/04/1972 | Sabato alle 21:10 Secondo Programma     | Al Bano, Romina Power, Ubaldo Lay, Enrico Simonetti               |
| 7  | 29/04/1972 | Sabato alle 21:10 Secondo Programma     | Arnoldo Tieri, Giuliana Lojodice, Peppino Di Capri, Franca Valeri |
| 8  | 06/05/1972 | Sabato alle 21:10 Secondo Programma     | Lino Toffolo, Giulia Lazzarini, Katyna Ranieri                    |
| 9  | 13/05/1972 | Sabato alle 22:00 Programma Nazionale   | Cochi e Renato, Marcella Pobbe, Isabella Biagini                  |
| 10 | 21/05/1972 | Domenica alle 18:00 Programma Nazionale | Carla Fracci, Nanni Loy, Giulietta Masina                         |
| 11 | 28/05/1972 | Domenica alle 18:00 Programma Nazionale | Paolo Ferrari, Enzo Jannacci, Paola Pitagora                      |
| 12 | 04/06/1972 | Domenica alle 18:00 Programma Nazionale | Gino Bramieri, Loretta Goggi                                      |
| 13 | 11/06/1972 | Domenica alle 18:00 Programma Nazionale |                                                                   |
| 14 | 18/06/1972 | Domenica alle 18:00 Programma Nazionale | Ernesto Calindri, Lauretta Masiero, Annie Gorassini               |
| 15 | 25/06/1972 | Domenica alle 18:00 Programma Nazionale | Renato Greco, Enrico Montesano, Sergio Endrigo                    |

## Quarta edizione (1973)
- Conduttore: Arnoldo Foà
- Rete Tv: Secondo Programma
- Periodo: 3 giugno 1973  - 26 agosto 1973
- Numero di puntate: 13

| N° | Data       | Ospiti                                                    |
| -- | ---------- | --------------------------------------------------------- |
| 1  | 03/06/1973 | Valeria Valeri, Bruno Lauzi, Giancarlo Giannini           |
| 2  | 10/06/1973 | Marisa Merlini, Rita Pavone, Rossano Brazzi               |
| 3  | 17/06/1973 |                                                           |
| 4  | 24/06/1973 | Johnny Dorelli, Catherine Spaak                           |
| 5  | 01/07/1973 |                                                           |
| 6  | 08/07/1973 |                                                           |
| 7  | 15/07/1973 | Valeria Fabrizi, Paolo Poli, Nino Taranto                 |
| 8  | 22/07/1973 |                                                           |
| 9  | 29/07/1973 | Nando Gazzolo, Tino Scotti, Rosanna Fratello              |
| 10 | 05/08/1973 | Milva, I Gufi, Evi Maltagliati                            |
| 11 | 12/08/1973 | Nada, Alberto Lupo, Carlo Dapporto                        |
| 12 | 19/08/1973 | Ilaria Occhini, Antonella Stefani, Elio Pandolfi, Al Bano |
| 13 | 26/08/1973 | Mac Ronay, Aldo Fabrizi, Marina Malfatti                  |

## Quinta edizione (1974-1975)
- Conduttore: Paolo Ferrari
- Rete Tv: Secondo Programma
- Periodo: 14 novembre 1974 - 30 gennaio 1975
- Numero di puntate: 12

| N° | Data       | Ospiti                                                    |
| -- | ---------- | --------------------------------------------------------- |
| 1  | 14/11/1974 | Carlo Giuffré, Anna Proclemer                             |
| 2  | 21/11/2974 | Rossella Falk, Adriano Celentano                          |
| 3  | 28/11/1974 | Giulietta Masina, Carla Fracci, Nanni Loy                 |
| 4  | 05/12/1974 | Severino Gazzelloni, Anna Maria Guarneri, Oreste Lionello |
| 5  | 12/12/1974 | Tino Carraro, Paola Quattrini, Armando Celso              |
| 6  | 19/12/1974 | Regina Bianchi, Giustino Durano, Gorni Kramer             |
| 7  | 26/12/1974 | Gianni Santuccio, Gemelle Kessler                         |
| 8  | 02/01/1975 | Alighiero Noschese, Lina Volonghi                         |
| 9  | 09/01/1975 | Mike Bongiorno, Gino Paoli                                |
| 10 | 15/01/1975 | Mario Del Monaco, Felice Andreasi, Peppino Gagliardi      |
| 11 | 23/01/1975 | Gianni Agus, Luigi Vannucchi                              |
| 12 | 30/01/1975 | Giorgio Albertazzi, Ornella Vanoni                        |

## Sesta edizione (1976)
- Conduttore: Mike Bongiorno
- Rete Tv: Secondo Programma
- Periodo: 4 marzo 1976 - 15 giugno 1976
- Numero di puntate: 15

| N° | Data       | Ospiti                                                 |
| -- | ---------- | ------------------------------------------------------ |
| 1  | 04/03/1976 | Sandra Milo, Pippo Franco                              |
| 2  | 11/03/1976 | Ave Ninchi, Achille Millo                              |
| 3  | 18/03/1976 | Vittorio Gassman, Maria Carta                          |
| 4  | 25/03/1976 | Rosanna Schiaffino, Domenico Modugno                   |
| 5  | 01/04/1976 | Valeria Moriconi, Mino Reitano                         |
| 6  | 08/04/1976 | Ricchi e Poveri, Franco Franchi                        |
| 7  | 15/04/1976 | Gigliola Cinquetti, Raoul Grassilli                    |
| 8  | 20/04/1976 | Marcello Mastroianni, Claudia Mori                     |
| 9  | 27/04/1976 | Antonietta Stella, Loretta Goggi                       |
| 10 | 04/05/1976 | Alberto Sordi, Orietta Berti                           |
| 11 | 11/05/1976 | Walter Chiari, Milly, Nanda Primavera, Vito Molinari   |
| 12 | 18/05/1976 | Paolo Villaggio, Raffaella Carrà                       |
| 13 | 25/05/1976 | Gianni Morandi, Massimo Ranieri                        |
| 14 | 01/06/1976 | Marina Pagano, Romolo Valli                            |
| 15 | 15/06/1976 | Giusi Raspani Dandolo, Ciccio Ingrassia, Walter Chiari |

## Settima edizione (1978)
- Conduttore: Enrico Maria Salerno
- Rete Tv: Secondo Programma
- Periodo: 6 agosto 1978 - 8 ottobre 1978
- Numero di puntate: 9

| N° | Data       | Ospiti                               |
| -- | ---------- | ------------------------------------ |
| 1  | 06/08/1978 | Maria Grazia Buccella, Enzo Tortora  |
| 2  | 13/08/1978 | Christian De Sica, Iva Zanicchi      |
| 3  | 20/08/1978 | Renzo Arbore, Adolfo Celi            |
| 4  | 27/08/1978 | Don Lurio, Pino Calvi                |
| 5  | 03/09/1978 | Raf Vallone, Pino Caruso             |
| 6  | 10/09/1978 | Virna Lisi, Gino Landi               |
| 7  | 24/09/1978 | Enrico Montesano, Sarah Ferrati      |
| 8  | 01/10/1978 | Monica Vitti, Daniele D'Anza         |
| 9  | 08/10/1978 | Valentina Cortese, Mariangela Melato |

## Ottava edizione (1979)
- Conduttore: Luciano Salce
- Rete Tv: Secondo Programma
- Periodo: 8 luglio 1979 - 2 settembre 1979
- Numero di puntate: 9

| N° | Data       | Ospiti                                                     |
| -- | ---------- | ---------------------------------------------------------- |
| 1  | 08/07/1979 | Rita Pavone, Enrico Maria Salerno                          |
| 2  | 15/07/1979 | Johnny Dorelli, Enzo Trapani                               |
| 3  | 22/07/1979 | Mike Bongiorno, Paolo Ferrari, Arnoldo Foà, Lelio Luttazzi |
| 4  | 29/07/1979 | Delia Scala, Warner Bentivegna                             |
| 5  | 05/08/1979 | Paola Borboni, Bobby Solo                                  |
| 6  | 12/08/1979 | Mia Martini, Lando Buzzanca                                |
| 7  | 19/08/1979 | Adriana Asti, Raimondo Vianello                            |
| 8  | 26/08/1979 | Ugo Tognazzi                                               |
| 9  | 02/09/1979 | Paolo Panelli, Bice Valori                                 |

## Nona edizione (1980)
- Conduttore: Luciano Salce
- Rete Tv: Secondo Programma
- Periodo: 29 giugno 1980 - 14 settembre 1980
- Numero di puntate: 11

| N° | Data       | Ospiti                            |
| -- | ---------- | --------------------------------- |
| 1  | 29/06/1980 | Roberto Benigni, Wanda Osiris     |
| 2  | 06/07/1980 | Marina Malfatti, Gigi Proietti    |
| 3  | 13/07/1980 | Loredana Bertè, La Smorfia        |
| 4  | 20/07/1980 | Isabella Biagini, Umberto Orsini  |
| 5  | 03/08/1980 | Ombretta Colli, Renato Carosone   |
| 6  | 10/08/1980 | Paola Tedesco, Alberto Lionello   |
| 7  | 17/08/1980 | Stefania Rotolo, Renzo Montagnani |
| 8  | 24/08/1980 | Sydne Rome, Gianni Agus           |
| 9  | 31/08/1980 | Ivana Monti, Gianfranco D'Angelo  |
| 10 | 07/09/1980 | Franco e Ciccio                   |
| 11 | 14/09/1980 | Sandra Milo, Aldo Fabrizi         |

## Decima edizione (2018)
- Conduttore: Carlo Conti
- Rete Tv: Rai 3
- Periodo: 5 gennaio 2018 - 16 marzo 2018
- Numero di puntate: 9

| N° | Data       | Ospiti                                         | Telespettatori | Share | Fonte  |
| -- | ---------- | ---------------------------------------------- | -------------- | ----- | ------ |
| 1  | 05/01/2018 | Enrico Montesano, Rita Pavone                  | 1.259.000      | 8.6%  | [ 2 ]  |
| 2  | 12/01/2018 | Carlo Verdone, Iva Zanicchi                    | 890.000        | 5.3%  | [ 3 ]  |
| 3  | 19/01/2018 | Fabrizio Frizzi, Antonella Clerici             | 938.000        | 5.5%  | [ 4 ]  |
| 4  | 26/01/2018 | Orietta Berti, Pippo Franco                    | 726.000        | 4.5%  | [ 5 ]  |
| 5  | 02/02/2018 | Claudio Lippi, Cristiano Malgioglio            | 801.000        | 5.0%  | [ 6 ]  |
| 6  | 23/02/2018 | Alba Parietti, Teo Teocoli                     | 626.000        | 3.9%  | [ 7 ]  |
| 7  | 02/03/2018 | Nino Frassica, Fausto Leali                    | 1.005.000      | 6.5%  | [ 8 ]  |
| 8  | 11/03/2018 | Enzo Decaro, Loretta Goggi                     | 457.000        | 4.8%  | [ 9 ]  |
| 9  | 16/03/2018 | Marisa Laurito, Tullio Solenghi, Massimo Lopez | 702.000        | 4.0%  | [ 10 ] |

## Undicesima edizione (2019)
- Conduttore: Carlo Conti
- Rete Tv: Rai 3
- Periodo: 16 giugno 2019 - 21 luglio 2019
- Numero di puntate: 6

| N° | Data       | Ospiti                                   | Telespettatori | Share | Fonte  |
| -- | ---------- | ---------------------------------------- | -------------- | ----- | ------ |
| 1  | 16/06/019  | Leonardo Pieraccioni, Giorgio Panariello | 1.112.000      | 8.0%  | [ 11 ] |
| 2  | 23/06/2019 | Maurizio Costanzo                        | 825.000        | 6.2%  | [ 12 ] |
| 3  | 30/06/2019 | Piero Chiambretti                        | 733.000        | 6.1%  | [ 13 ] |
| 4  | 07/07/2019 | Renzo Arbore                             | 574.000        | 4.8%  | [ 14 ] |
| 5  | 14/07/2019 | Vincenzo Salemme                         | 618.000        | 5.1%  | [ 15 ] |
| 6  | 21/07/2019 | Lino Banfi                               | 47.000         | 4.0%  | [ 16 ] |